# Cambra Vella del Forment d'Ademús
La Cambra Vella del Forment és un edifici civil situat a la vila d'Ademús, País Valencià. Es troba a la part meridional de la Plaça de la Vila, i a sobre de part de les antigues muralles medievals. L'edifici va ser l'antic almodí o magatzem municipal de gra.

## Descripció
La seua façana inferior dona pas a un carreró sense eixida on també hi hagué altres establiments municipals, com ara una part de l'arxiu municipal i les carnisseries de la vila.
La consideració d'edifici de caràcter públic es manifesta per l'escut reial, de la Casa d'Aragó, esculpit a sobre de l'entrada, heràldica adoptada per la municipalitat ademussera com a pròpia durant l'època foral.

## Història
Tant l'almodí com les carnisseries municipals estan documentades des de l'època medieval. Tanmateix, l'aspecte definitiu de l'actual edifici és del segle xvi.